# 62. Infanterie-Division (Wehrmacht)
La 62. Infanterie-Division (62ª divisione fanteria) venne formata nell'agosto 1939. Dopo aver combattuto in Polonia, Francia e Unione Sovietica, i resti dell'unità concorsero, assieme ad altre formazioni, alla costituzione del Korps-Abteilung F, a sua volta rinominato 62. Infanterie-Division nel luglio 1944 e distrutto in Bessarabia il mese seguente.

## Storia
| Luogo                         | Periodo             |
| Polonia                       | set 1939 - mag 1940 |
| Francia                       | mag 1940 - giu 1941 |
| Fronte orientale, settore sud | giu 1941 - ago 1944 |
| Germania                      | ago 1944            |

### Polonia e Francia
La 62. Infanterie-Division nacque il 26 agosto 1939 a Kanth, vicino a Breslavia. Pochi giorni dopo venne direttamente impiegata nella campagna di Polonia sotto la 14. Armee (14ª armata) con cui avanzò verso Katowice e Cracovia, città quest'ultima dove si trovava al termine delle ostilità.
Trasferita nell'Eifel al comando dell'Heeresgruppe C, il 6 ottobre 1939 passò alla 6. Armee salvo poi entrare nell'organico della 4. Armee il 22 dello stesso mese. Il 4 febbraio 1940 la divisione cedette alcuni elementi per la formazione della 298. Infanterie-Division, mentre il I battaglione dell'Infanterie-Regiment 190 divenne il II battaglione dell'Infanterie-Regiment 526 e due batterie dell'Artillerie-Regiment 162 vennero cedute all'Artillerie-Regiment 298; il 1º aprile il Panzerabwehr-Abteilung 162 venne rinominato Panzerjäger-Abteilung 162.
Dopo questa parentesi riorganizzativa, la 62. Infanterie-Division, sempre sotto la 4. Armee, iniziò la campagna di Francia il 10 maggio marciando lungo le Ardenne attraversando la Mosa a Dinant e, dopo essere stata assegnata alla 6. Armee il 21 maggio, diresse verso il fiume Aisne ad ovest di Soissons giungendo fino ad Ham nel dipartimento della Somme, combattendo quindi a sud di Compiègne e Crépy; una volta superata la resistenza nemica la 62. Infanterie-Division sfondò le posizioni difensive appostate a difesa di Parigi raggiungendo rapidamente Étrépilly e Beauvoir.
A campagna ancora in corso, la divisione venne preparata per il trasferimento al fronte orientale, che avvenne a luglio con destinazione Polonia.

### L'invasione dell'URSS
Come avvenne dopo la campagna di Polonia, l'organico divisionale subì alcune trasformazioni a partire dal 21 ottobre: il Panzerjäger-Abteilung 162, sostituito da rimpiazzi, cedette una compagnia per la creazione del Panzerjäger-Abteilung 327 della 327. Infanterie-Division, il I battaglione dell'Infanterie-Regiment 164 divenne il II battaglione dell'Infanterie-Regiment 591, lo Stab (comando) ed il I battaglione dell'Infanterie-Regiment 190 vennero ceduti anch'essi all'Infanterie-Regiment 591, il I battaglione dell'Infanterie-Regiment 183 venne ceduto all'Infanterie-Regiment 594, mentre numerosi elementi (circa un terzo degli effettivi della divisione) fu prelevato per dar vita alla 323. Infanterie-Division.
Il 16 giugno 1941 era ancora in Polonia, più precisamente a Cholm. Il 22 giugno prese parte all'invasione dell'URSS (operazione Barbarossa) sotto la 6. Armee (Heeresgruppe Süd) cercando di attraversare il fiume Bug Occidentale, in questo unica divisione ad incontrare serie difficoltà a causa della resistenza dell'Armata Rossa; seguì quindi un'avanzata tramite ferrovia verso Kovel' con seguenti combattimenti, a luglio, contro la 5ª Armata sovietica a nord-ovest di Žytomyr. Alla fine di agosto la divisione si trovava nella zona di Kiev per contribuire alla chiusura dell'omonima sacca dove rimasero intrappolate quattro armate sovietiche, occupando il 16 settembre Lokhvitsa e distruggendo, a partire da quattro giorni dopo assieme alla 111., 137., 298. e parte della 44. Infanterie-Division, le rimanenti unità nemiche accerchiate.
Il 3 ottobre la 62. Infanterie-Division lasciò Kiev per dirigersi a Poltava, dove era ancora alla fine dell'anno. Il 1º gennaio del nuovo anno, il 1942, era a Char'kov a sud della quale, a causa dello sfondamento operato dalla 57ª Armata sovietica, si era creato il cosiddetto "saliente di Izyum"; la divisione tedesca fu impegnata fino a marzo a fronteggiare gli attacchi sovietici, divisa in vari Kampfgruppe che presero il nome dei rispettivi comandanti (si ricordano i Kampfgruppe Neuling composto dall'Infanterie-Regiment 164 e dall'Infanterie-Regiment 183 e il Kampfgruppe Friedrich formato dall'Infanterie-Regiment 179 della 57. Infanterie-Division). In ogni caso l'intera divisione venne inserita nel Korpsgruppe Dostler creato il 26 gennaio, il cui compito era di difendere il fronte tra Char'kov e Losawaja, con la 62. Infanterie-Division impegnata nello specifico sul lato nord del saliente di Izyum, dove si scontrò il 14 marzo con la 26ª Divisione cavalleria sovietica. La divisione era ancora con il Korpsgruppe Dostler quando questo venne rinominato Korpsgruppe Süd il 15 marzo, al cui comando fu posto il Generalleutnant Richard Graf von Schwerin.

### A Stalingrado
Ceduto alla fine di marzo alla 57. Infanterie-Division l'Infanterie-Regiment 164 ottenendo in cambio l'Infanterie-Regiment 179, rinominato l'Aufklärungs-Abteilung 162 (162º battaglione ricognizione in Radfahr-Abteilung 162 (162º battaglione ciclisti) e sostituito un battaglione dell'Artillerie-Regiment 62 con un battaglione dell'Artillerie-Regiment 188, alla 62. Infanterie-Division venne ordinato il 5 luglio di avanzare verso Stalingrado venendo messa a riposo dopo alcuni combattimenti in agosto. Il 9 settembre era sul fiume Don disposta tra le divisioni italiane "Torino" e "Pasubio", stavolta agli ordini dell'8ª armata italiana, con cui era ancora alla fine di ottobre mentre combatteva presso Kazanskaja tra le divisioni "Torino" e "Sforzesca". L'11 novembre lo Stab del Grenadier-Regiment 190 assieme ad elementi del Panzerjäger-Abteilung 162 e del Nachrichten-Abteilung 162 venne distaccato dalla 62. Infanterie-Division per dar vita al Kampfgruppe Simons, rafforzato dal Panzerjäger-Abteilung 611, inserito a Perelasowskij alle dipendenze del XXXXVIII Panzerkorps della 3ª armata rumena che lo usò per presidiare un'area di 5 km a sud-ovest di Kletskaja.
Il 19 novembre l'Armata Rossa cominciò l'operazione Urano per spezzare il fronte sul Don nemico ed accerchiare la 6. Armee tedesca dislocata a Stalingrado. Alle ore 16:00 al comandante del Kampfgruppe Simons venne ordinato di raggiungere Platonov per mettersi a disposizione della 14. Panzer-Division, che a sua volta distaccò una compagnia per affiancare il Kampfgruppe nella difesa della città di Ssellivanow. Alle ore 6:00 del 20 novembre il Kampfgruppe iniziò a ritirarsi in direzione di Platonov, dove alle 10:00 imbastì una difesa assieme al Panzer-Artillerie-Regiment 4 della 14. Panzer-Division venendo tuttavia obbligata ad un'ulteriore ritirata in direzione nord-est. Il 22 novembre, con la 6. Armee ormai accerchiata, gli ultimi 359 soldati del Kampfgruppe Simons vennero mandati a difendere la zona di Werchnaja.

### Dalla ritirata allo scioglimento
Il resto della 62. Infanterie-Division si ritirò a dicembre con il XVII Armeekorps verso il fiume Mius combattendo nel gennaio 1943 tra i fiumi Donec e Don e a febbraio sul Mius, a nord-ovest di Novošachtinsk con la 1. Panzerarmee, divisa in due gruppi schierati alle spalle della 294. e della 308. Infanterie-Division. La divisione si attestò quindi a marzo a Lysychansk ma entro maggio venne quasi completamente distrutta dalle offensive sovietiche Ostrogorzk-Rossoš e Voronež-Kastornoe: il Grenadier-Regiment 183 ed il Grenadier-Regiment 190 vennero sciolti e in forza alla divisione rimase solo il Grenadier-Regiment 179 (su tre battaglioni) e il Grenadier-Regiment 354 ricevuto dalla 286. Sicherungs-Division, ancora a Lysychansk a giugno inoltrato.
Dalla dine di agosto alla fine di settembre l'unità era in rotta assieme a tutto l'Heeresgruppe Süd. Il 23 ottobre ricevette il Divisionsgruppe 38, creato dalla disciolta 38. Infanterie-Division. L'offensiva del basso Dniepr scatenata dai sovietici alla fine di settembre costrinsero la divisione a ritirarsi dal fiume, dove l'Armata Rossa aveva conquistato una testa di ponte a nord di Zaporižžja, venendo altresì riorganizzata nuovamente agli inizi di novembre: il II battaglione del Grenadier-Regiment 354 venne sciolto e sostituito dal III battaglione che ne prese la numerazione; venne sciolto anche il II battaglione dell'Artillerie-Regiment 62 che venne sostituito dal II battaglione dell'Artillerie-Regiment 138; lo Stab del Panzerjäger-Abteilung 162 venne ceduto al Panzerjäger-Abteilung 19 (L) della 19. Feld-Division (L), la 3ª compagnia venne utilizzata per formare il Panzer-Zerstörer-Bataillon 471; l'Aufklärungs-Abteilung 162 venne rinominato in Divisions-Füsilier-Bataillon 162. Con queste modifiche la divisione si trovava a nord-est di Kryvyj Rih il 12 novembre dove combatteva ancora nel gennaio-febbraio 1944. A marzo i resti della 62. Infanterie-Division vennero travolti dalla nuova offensiva Uman'-Botoșani e vennero utilizzati il 13 dello stesso mese per la costituzione del Korps-Abteilung F.
Il 24 aprile la 62. Infanterie-Division venne ufficialmente disciolta.

### La ricostituzione
Il 20 luglio 1944 il Korps-Abteilung F riprese il nome della 62. Infanterie-Division. Il Grenadier-Regiment 415 venne creato dal Divisionsgruppe 123, il Grenadier-Regiment 108 venne creato dal Divisionsgruppe 38, il Grenadier-Regiment 179 venne creato dal Divisionsgruppe 62, il Panzerjäger-Abteilung 162 invece nacque dal cambio di nome del Panzerjäger-Abteilung 123. Il 14 agosto il Grenadier-Regiment 108 venne rinominato in Grenadier-Regiment 112.
Il 20 di agosto l'Armata Rossa iniziò l'offensiva Iași-Chișinău per la conquista della Romania. La nuova 62. Infanterie-Division poté solamente combattere battaglie difensive ritirandosi dal fiume Dnestr al fiume Prut, nella zona di Iași, dove venne distrutta mentre era sottoposta alla 6. Armee (Heeresgruppe Südukraine). I superstiti vennero utilizzati per la formazione della 62. Volks-Grenadier-Division e il 9 ottobre seguente la 62. Infanterie-Division venne ufficialmente disciolta.

## Ordine di battaglia
1939
- Infanterie-Regiment 164 (164º reggimento fanteria)
- Infanterie-Regiment 183
- Infanterie-Regiment 190
- Aufklärungs-Abteilung 162 (162º battaglione ricognizione)
- Artillerie-Regiment 162 (162º reggimento artiglieria – su 4 battaglioni)
- Pionier-Bataillon 162 (162º battaglione del genio)
- Panzerabwehr-Abteilung 162 (162º battaglione anticarro)
- Nachrichten-Abteilung 162 (162º battaglione comunicazioni)
- Versorgungseinheiten 162 (supporto)

1942
- Grenadier-Regiment 179[3]
- Grenadier-Regiment 183[4]
- Grenadier-Regiment 190.[4]
- Radfahr-Abteilung 162 (162º battaglione ciclisti)
- Artillerie-Regiment 162 (su 4 battaglioni)
- Pionier-Bataillon 162
- Panzerjäger-Abteilung 162 (162º battaglione cacciacarri)
- Nachrichten-Abteilung 162
- Feldersatz-Bataillon 162 (162º battaglione rimpiazzi)
- Versorgungseinheiten 162

novembre 1943
- Grenadier-Regiment 179
- Grenadier-Regiment 354[5]
- Divisions-Gruppe 38 (su un centro di comando e 2 reggimenti)[6]
- Füsilier-Bataillon 62
- Artillerie-Regiment 162 (su 4 battaglioni, di cui uno dell'Artillerie-Regiment 138)
- Pionier-Bataillon 162
- Panzerjäger-Abteilung 162
- Nachrichten-Abteilung 162
- Feldersatz-Bataillon 162
- Versorgungseinheiten 162

luglio-agosto 1944
- Grenadier-Regiment 108[7]
- Grenadier-Regiment 179
- Grenadier-Regiment 415[8]
- Füsilier-Bataillon 62
- Artillerie-Regiment 162 (su 4 battaglioni)
- Pionier-Bataillon 162
- Panzerjäger-Abteilung 162
- Nachrichten-Abteilung 162
- Feldersatz-Bataillon 162
- Versorgungseinheiten 162

Dati tratti da:

## Decorazioni
Dei soldati che militarono nella 62. Infanterie-Division, 42 ricevettero la Croce Tedesca in oro e 1 quella d'argento, 4 la barretta per citazione nell'albo d'onore e 13 la Croce di Cavaliere della Croce di Ferro.

## Comandanti
| Nome                             | Grado                  | Inizio            | Fine              |
| Walter Keiner                    | General der Artillerie | 1º settembre 1939 | 7 maggio 1940     |
| Helmut Friebe                    | Oberst                 | 7 maggio 1940     | 7 settembre 1940  |
| Rudolf Friedrich                 | Generalleutnant        | 7 settembre 1940  | 20 settembre 1941 |
| Richard-Heinrich von Reuss       | Generalmajor           | 20 settembre 1941 | 28 settembre 1942 |
| Erich Gruner                     | Generalmajor           | 28 settembre 1942 | 31 gennaio 1943   |
| Helmuth Huffmann                 | Generalleutnant        | 31 gennaio 1943   | 2 novembre 1943   |
| Botho Graf von Hülsen            | Generalleutnant        | 14 novembre 1943  | 10 marzo 1044     |
| Louis Tronnier                   | Generalmajor           | 10 marzo 1944     | 13 marzo 1944     |
| Riorganizzazione della divisione |                        |                   |                   |
| Louis Tronnier                   | Generalmajor           | 20 luglio 1944    | luglio 1944       |

Dati tratti da: